# Junior (Luisiana)

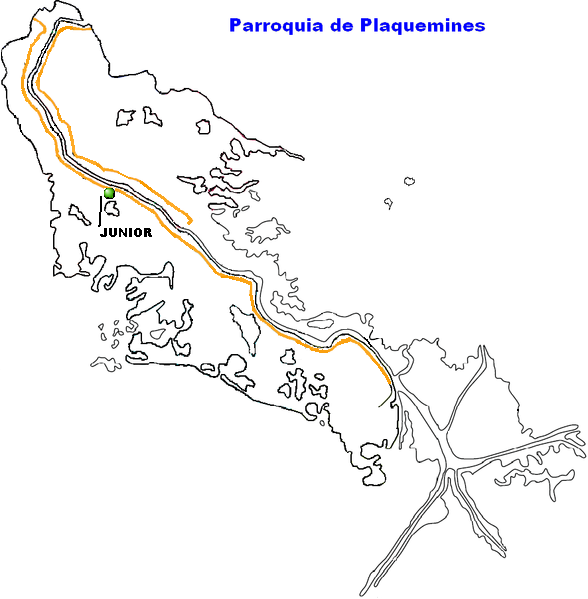
Localización de Junior en el mapa de la Parroquia de Plaquemines.

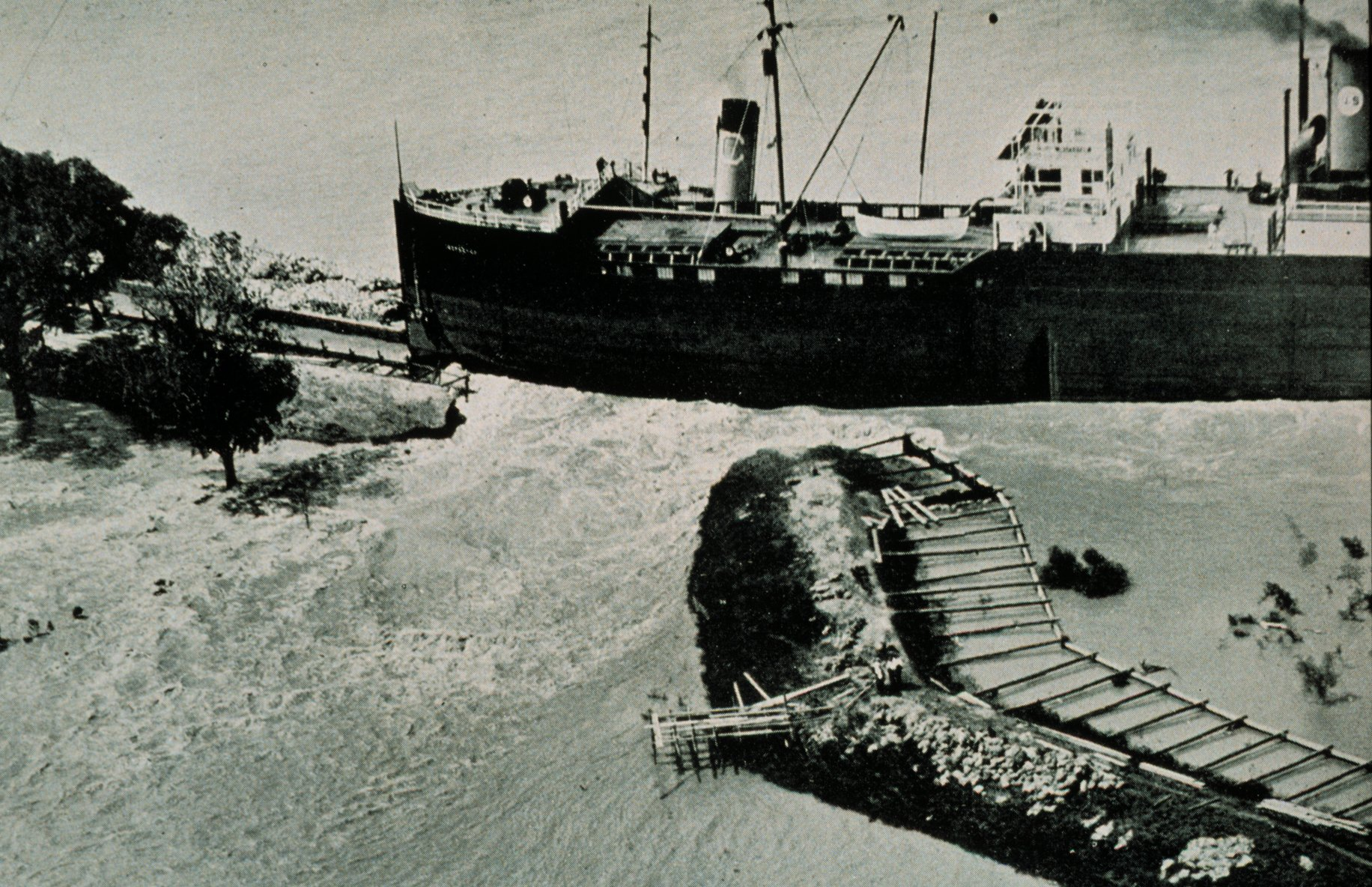
Inundaciones de 1927 en Junior.

Junior es una pequeña localidad ubicada sobre el delta del Misisipi, dentro de la parroquia de Plaquemines, en el estado de Luisiana, Estados Unidos.

## Geografía
El establecimiento de Junior tiene escasos metros de elevación sobre el nivel del mar, convirtiéndola una zona proclive a las inundaciones. Su población se compone de menos de un centenar de habitantes. Esta localidad se encuentra ubicada a unos quinientos kilómetros del aeropuerto internacional más cercano, el (IAH) Houston George Bush Intercontinental Airport.
- Datos: Q5956371
- Multimedia: Junior, Louisiana / Q5956371